# 飛行点検隊
飛行点検隊（ひこうてんけんたい、英称：Flight Check Squadron）は、航空自衛隊航空支援集団隷下の飛行検査部隊。入間基地に所属し、飛行点検機にU-680Aを2機、U-125（ホーカー 800）を3機運用する。U-125以前はMU-2Jを用いていた。

## 概要
飛行点検隊は全自衛隊の航空保安施設及び航空交通管制施設の点検を行なう部隊で、点検対象施設は日本全国の43基地約167施設に及ぶ。
主な点検任務内容は、運用中施設への「定期飛行点検」、施設の定期整備後に行う「特別飛行点検」、新設した施設への「初度飛行点検」があり、施設新設の際に最適な設置位置を調査する「設置位置調査」も行っている。
隊本部のほか、点検用航空機を運用する飛行隊とそれを点検・整備する整備隊で構成されている。
民間施設の点検は国土交通省航空局交通管制部運用課が担当している。

## 沿革

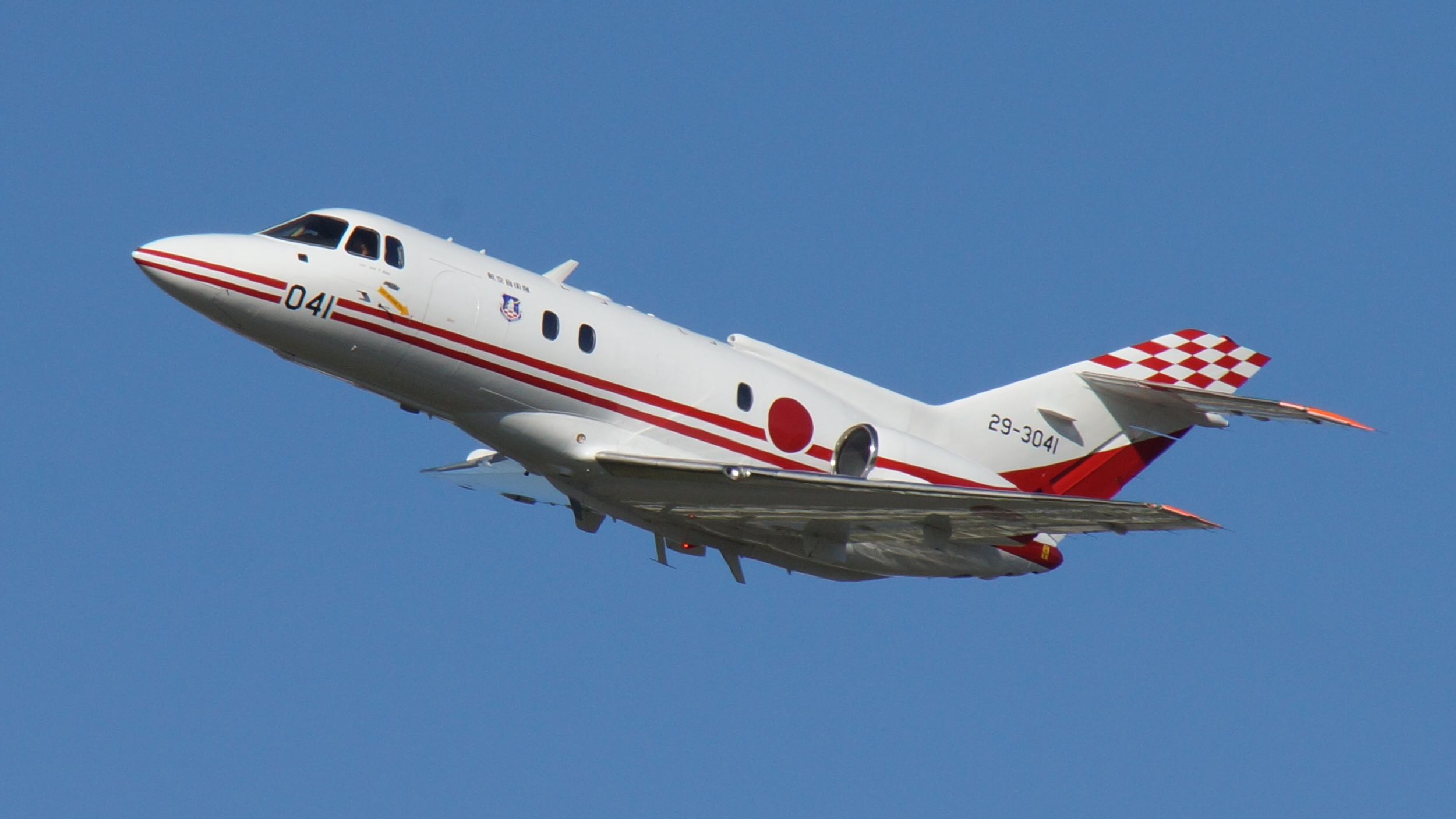
飛行点検隊のU-125

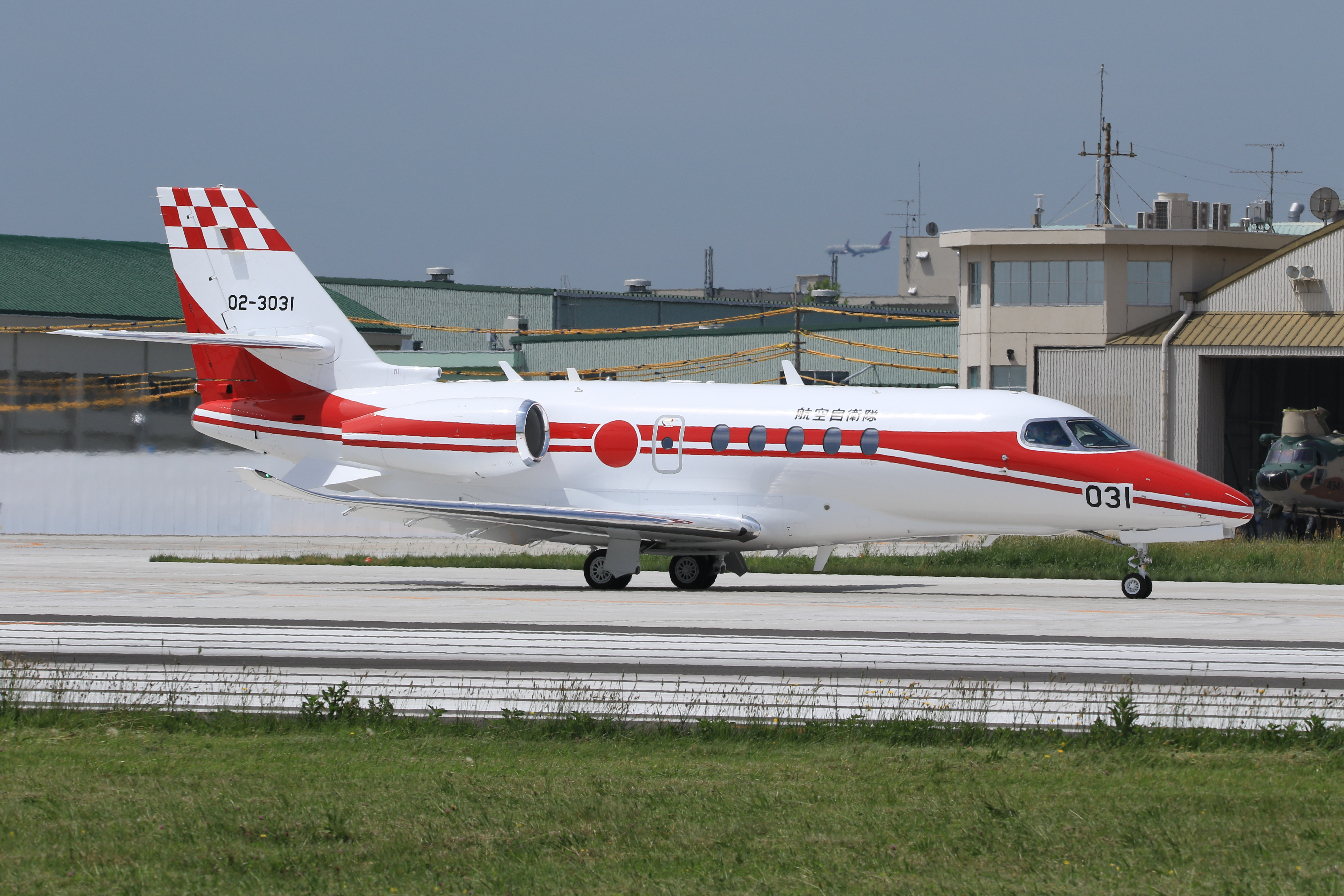
飛行点検隊のU-680A

- 1958年（昭和33年）10月1日 - 航空保安管制気象群隷下部隊として美保基地において部隊編成[4]。
- 1959年（昭和34年）6月1日 - 木更津基地へ移動[4]。
- 1963年（昭和38年）12月26日 - 入間基地にT-33Aを運用する第2飛行班編成[4]。
- 1968年（昭和43年）5月31日 - 飛行点検隊本隊が入間基地へ移動[4]。
- 1971年（昭和46年）2月25日 - YS-11FC配備開始[4]。
- 1975年（昭和50年）1月31日 - MU-2J配備開始[4]。
- 1978年（昭和53年）2月15日 - C-46D用途廃止[5]。
- 1993年（平成05年）7月1日 - U-125配備開始[4]。
- 1994年（平成06年）3月22日 - MU-2Jラストフライト。
- 2005年（平成17年）9月21日 - 飛行点検20,000回達成[6]。
- 2016年（平成28年）
  - 4月6日 - U-125が鹿児島県御岳に墜落（詳細はU-125御岳墜落事故参照）[6]。
  - 12月1日 - 新たな飛行点検機としてサイテーション680Aを機種選定[7]。
- 2018年（平成30年）10月5日 - 部隊創設60周年記念式典を実施[3]。
- 2020年（令和02年）3月21日 - U-680A 2機が入間到着。26日、自衛隊に納入[8]。
- 2021年（令和03年）
  - 1月20日 - U-680A 1機が入間到着[9]。
  - 3月17日 - YS-11FCラストフライト[10]。

## 部隊編成
- 飛行点検隊
  - 隊本部
  - 飛行隊
  - 整備隊

## 歴代運用機
- 飛行点検機
  - C-46D（1958年～1978年）

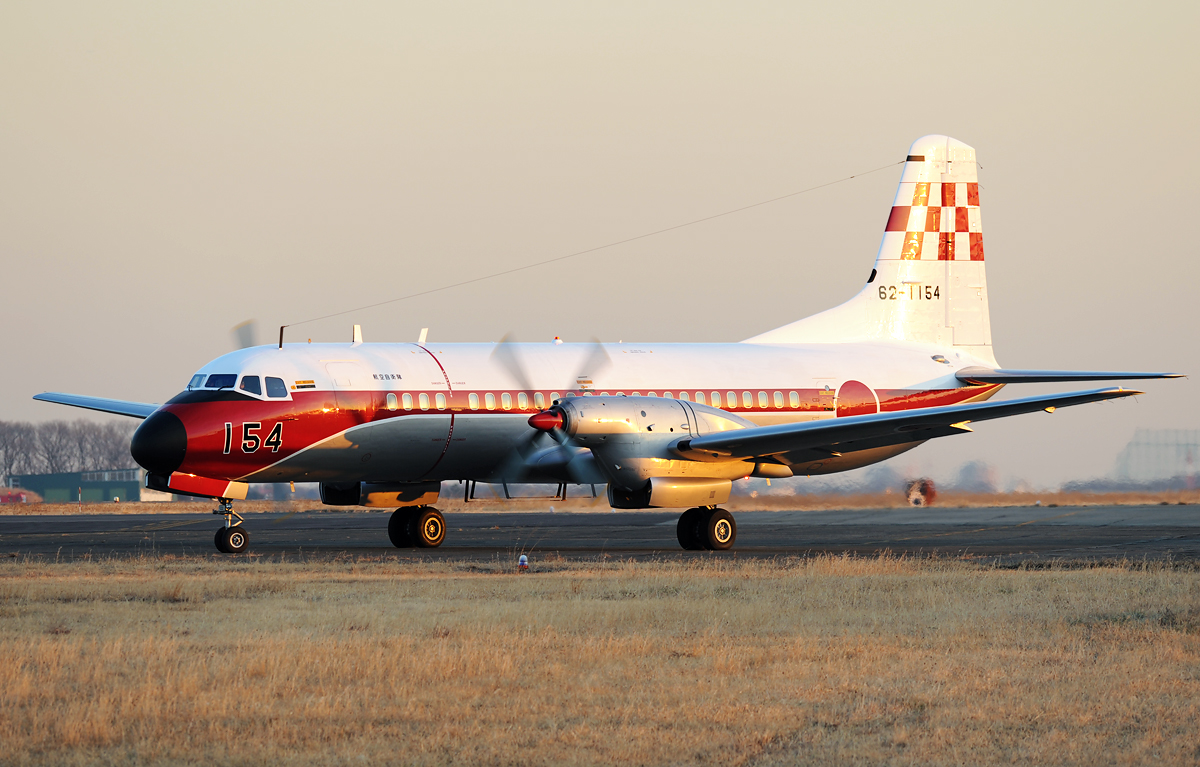
飛行点検隊で運用していたYS-11FC

  - YS-11FC（1971年～2021年)
  - MU-2J（1975年～1995年）
  - U-125（1993年～）
  - U-680A（2020年～）
- 連絡機
  - T-33A（1963年～1996年）

## 主要幹部
| 官職名         | 階級    | 氏名     | 補職発令日     | 前職             |
| -------------- | ------- | -------- | -------------- | ---------------- |
| 飛行点検隊司令 | 1等空佐 | 髙野彰彦 | 2023年09月06日 | 飛行点検隊副司令 |

| 代 | 氏名       | 在職期間               | 前職                                    | 後職                                                           |
| -- | ---------- | ---------------------- | --------------------------------------- | -------------------------------------------------------------- |
| 1  | 木下惠夫   | 1989.3.16 - 1990.11.30 | 飛行点検隊長                            | 航空支援集団司令部付 →1900.12.26 定年退官                      |
| 2  | 矢本 勲    | 1990.12.1 - 1993.7.31  | 第2輸送航空隊副司令                     | 中部航空方面隊司令部付 →1993.11.7 定年退官                     |
| 3  | 前田敏行   | 1993.8.1 - 1996.3.31   | 航空自衛隊幹部学校教官                  | 警戒航空隊副司令                                               |
| 4  | 鈴木崇世   | 1996.4.1 - 1998.3.31   | 第12飛行教育団航空学生教育群司令        | 飛行点検隊付 →1998.6.10 定年退職                               |
| 5  | 欠瀬勝男   | 1998.4.1 - 1999.11.30  | 航空自衛隊幹部学校主任研究開発官        | 飛行点検隊付 →1999.12.21 定年退職                              |
| 6  | 金井正明   | 1999.4.1 - 2002.7.31   | 第4航空団基地業務群司令                 | 飛行点検隊付 →2002.8.28 定年退職                               |
| 7  | 内田 隆    | 2002.8.1 - 2004.11.30  | 第3輸送航空隊副司令                     |                                                                |
| 8  | 栗林秀人   | 2004.12.1 - 2006.3.31  | 第11飛行教育団飛行教育群司令            | 第3航空団副司令                                                |
| 9  | 東福久則   | 2006.4.1 - 2007.12.2   | 航空教育集団司令部教育部計画課長        | 第3航空団副司令                                                |
| 10 | 亀山正登   | 2007.12.3 - 2009.3.31  | 警戒航空隊副司令（三沢）                | 飛行点検隊付 →2009.4.20 退職                                   |
| 11 | 唐澤誓男   | 2009.4.1 - 2011.11.30  | 航空支援集団司令部防衛部運用第2課長     | 航空救難団飛行群司令                                           |
| 12 | 渡部佐斗司 | 2011.12.1 - 2014.5.31  | 警戒航空隊副司令（三沢）                | 航空中央業務隊付                                               |
| 13 | 川波徳通   | 2014.6.1 - 2016.3.24   | 航空安全管理隊航空事故調査部 総括調査官 | 南西航空混成団司令部監理監察官                                 |
| 14 | 吉廣敏幸   | 2016.3.25 - 2018.4.9   | 航空安全管理隊教育研究部長              | 退職                                                           |
| 15 | 中澤武志   | 2018.4.10 - 2020.5.31  | 航空救難団飛行群副司令                  | 硫黄島基地隊勤務 →2020.6.15 同基地隊司令 兼 硫黄島分屯基地司令 |
| 16 | 新崎秀樹   | 2020.6.1 - 2023.9.5    | 航空安全管理隊航空事故調査部 総括調査官 |                                                                |
| 17 | 髙野彰彦   | 2023.9.6 -             | 飛行点検隊副司令                        |                                                                |